# تاریخ نظامی جمهوری آذربایجان
تاریخ نظامی جمهوری آذربایجان در بر گیرنده تاریخ وقایع نظامی در قلمروی کشور فعلی جمهوری آذربایجان است.

## جمهوری خلق آذربایجان

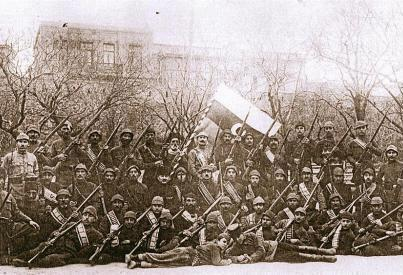
ارتش جمهوری خلق آذربایجان در ۱۹۱۸

قوای مسلح جمهوری آذربایجان در تاریخ ۲۶ ژوئن ۱۹۱۸، بعد از تشکیل کشور جمهوری خلق آذربایجان تأسیس شد. تا پیش از شکل‌گیری وزارت دفاع خسروبیگ سلطانف به صورت دوفاکتو وزیر دفاع بود. زمانی‌که وزارت دفاع به صورت رسمی آغاز به کار کرد، صمدبیگ مهماندارف وزیر شد. اولین فرمانده کل قوا نیز حبیب‌بیگ صمدوف بود. ارتش سرخ شوروی در ۲۸ آوریل ۱۹۲۰ به جمهوری خلق آذربایجان حمله کرد. در این زمان اغلب سربازان ارتش درحال نبرد با ارمنیان در قره‌باغ بودند. در حمله شوروی، حدود ۲۰ تا ۳۰ هزار سرباز جمهوری خلق آذربایجان کشته شدند و نهایتاً روس‌ها به پیروزی رسیدند. دولت بلشویک شوروی بعد فتح، قوای مسلح را منحل و ۱۵ تن از ژنرال‌ها (از مجموع ۲۱ ژنرال) را اعدام کرد.
جمهوری خلق آذربایجان نیروی دریایی نیز داشت که اغلب تجهیزات آن پیشتر متعلق به امپراتوری روسیه بود.

## جمهوری فعلی

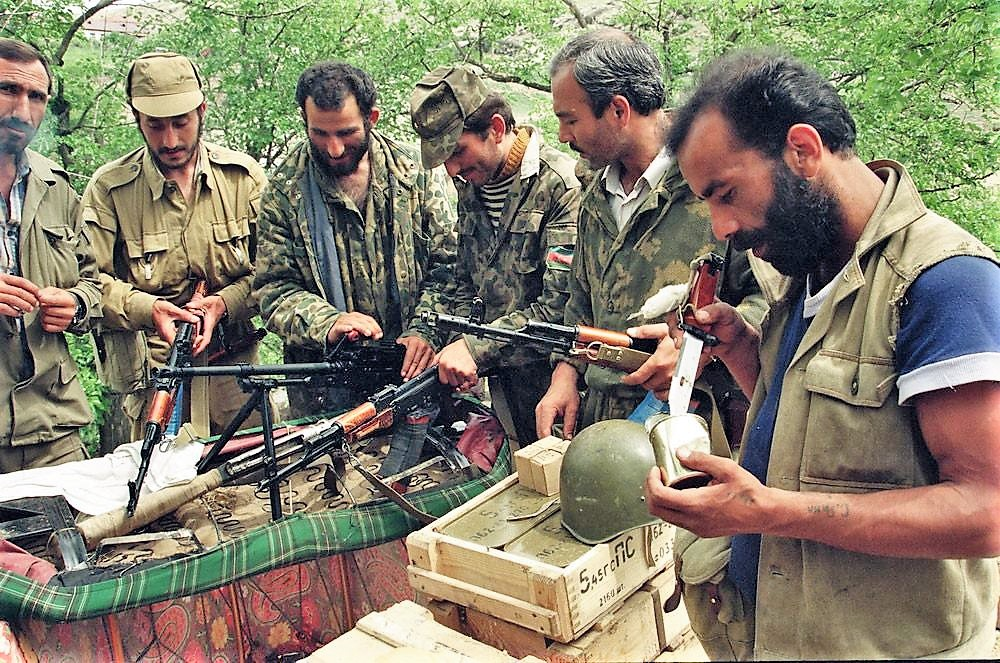
جنگ اول قره‌باغ، ۱۹۹۲.

نیروهای مسلح جمهوری آذربایجان در ۹ اکتبر ۱۹۹۱ تشکیل شد. تجهیزات این نیرو در آغاز، همان تجهیزات ارتش چهارم شوروی بودند. در تابستان ۱۹۹۲ میلادی مالکیت تجهیزات نظامی شوروی که پیشتر در این منطقه بودند، به خصوص ارتش چهارم شوروی، به دولت جمهوری آذربایجان واگذار شد. قوای نظامی جمهوری آذربایجان بین سال‌های ۱۹۹۲ تا ۱۹۹۴ میلادی در نبرد با نیروهای ارمنی شکست خورد و کنترل قره‌باغ که ۱۶٪ قلمرویش را تشکیل می‌داد، از دست داد. بودجه ارتش این کشور در سال ۲۰۰۹، حدود ۲٫۴۶ میلیارد دلار بوده‌است. صنایع نظامی این کشور هواپیماهای نظامی و سلاح‌های سبک تولید می‌کند. در طول جنگ عراق جمهوری آذربایجان نیز مشارکت داشت و ۲۵۰ سرباز اعزام کرد.
جنگ دوم قره‌باغ در ۲۷ سپتامبر ۲۰۲۰ آغاز شد و میزان تلفات آن هزاران نفر برآورد می‌شود. این جنگ، بعد از تصرف شوشی توسط جمهوری آذربایجان با امضای توافقنامه آتش‌بس ناگورنو قره‌باغ میان جمهوری آذربایجان و ارمنستان به پایان رسید. ارمنستان تمام مناطقی که در ۱۹۹۴ تصرف کرده بود را به جمهوری آذربایجان پس داد.